# Ermengarda Gerberga
Ermengarda Gerberga Anžuvinska (o. 956. – o. 1024.) bila je grofica Rennesa, regentkinja Bretanje i grofica Angoulêmea. Njezini su roditelji bili Gotfrid I. i njegova supruga Adela od Meauxa.
Ermengarda se udala za Konana I. od Rennnesa 973. godine. Konan se usprotivio svom puncu i šurjaku Fulku premda je brak sklopljen iz političkih razloga.
Oko 1000. godine, Fulk je svojoj sestri udovici namijenio drugi brak, s Vilimom II.
Djeca Ermengarde Gerberge i Konana I.:
- Judita Bretonska
- Gotfrid I.
- Judicael
- Hernod

Djeca Ermengarde Gerberge i Vilima II.:
- Alduin II.
- Gotfrid
- Fulk
- Odo
- Arnauld
- Vilim